# Anton Trieb
Anton Trieb (* 15. Dezember 1883 in Straubing; † 14. Oktober 1954 in Wallisellen) war ein Aquarellmaler, Zeichner, Illustrator und Grafiker.

## Leben
Anton Trieb wurde in Straubing an der Donau in Niederbayern geboren. Sein Vater war Schuhmacher, er der zweitälteste von acht Söhnen. Er fiel bereits in der Schule durch seine zeichnerische Begabung auf, die Schule schloss er jedoch in Zürich ab, nachdem seine Familie 1896 in die Schweiz, erst nach Veltheim im Kanton Aargau und dann nach Wallisellen bei Zürich emigriert war.
Um bei der Existenz der Familie Hilfe zu leisten, verdiente er nach dem Besuch der Gewerbeschule sein Geld unter anderem als Bauernknecht, Kaminfegergehilfe, Schuhmacher, Zuckerbäcker und Maurer.
Im Alter von 21 Jahren gelang es ihm, eine Lehre bei Orell Füssli AG als grafischer Zeichner anzutreten. Schon während der Lehrzeit übernahm er grosse Verantwortung für die Firma. Nach zehnjähriger Berufserfahrung entschloss er sich 1914, selbständiger Künstler zu werden. Im gleichen Jahr musste er aber als Landsturmmann für 16 Monate ins Städtchen Neuburg um Kriegsdienst zu leisten. Die in dieser Zeit geschaffenen Bilder gelangen ins Bayerische Armeemuseum. Anton Trieb kehrte 1916 in die Schweiz zurück und eröffnete in Wallisellen ein Maler- und Grafikeratelier. Er erwarb 1922 das Schweizer Bürgerrecht und wurde Walliseller.

## Werke
In den Werken Triebs kommt seine enge Verbundenheit mit der Natur zum Tragen, einheimische Wildtiere gehörten zu den Lieblingsmotiven des Künstlers. Bekannt wurde er durch die Illustration der drei Silva-Verlag-Bildbände «Tiere aus aller Welt», die er mit 180 naturwissenschaftlich exakt dargestellten Tier-Aquarellen bereicherte.
Anton Trieb gestaltete auch Plakate, fertigte Industriegrafiken an, stellte historische Szenen dar und schuf holzschnittartige Schwarzweisszeichnungen, die in verschiedenen Kalendern erschienen.

Plakate (Auswahl)
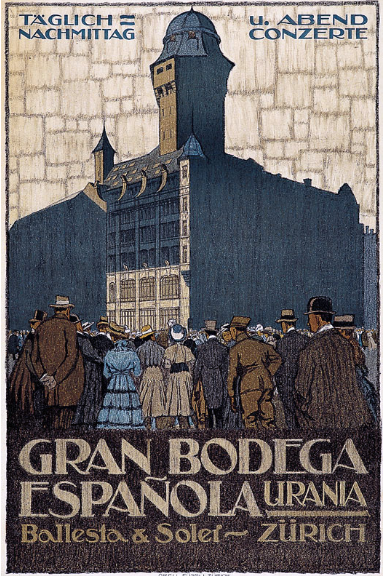
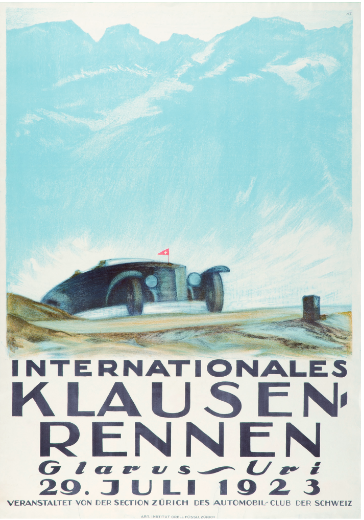
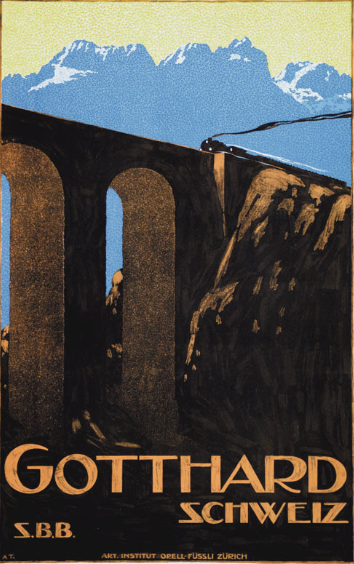
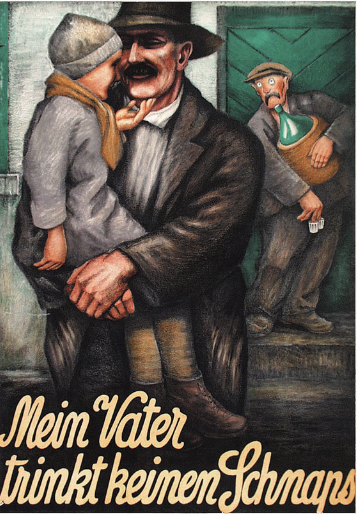
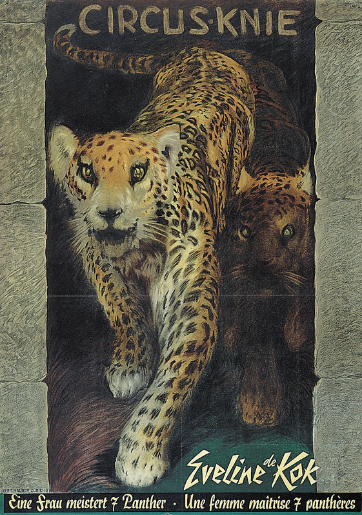